# Ulf Ryberg (fotbollsspelare)
Ulf Ryberg, född 8 april 1959 i Göteborg, är en svensk före detta fotbollsspelare. Han spelade på 1980-talet bland annat allsvensk fotboll med Örgryte IS och IK Brage samt var proffs i Nordamerika innan karriären 1987 tog slut på grund av upprepade knäskador.

## Biografi
Ryberg växte upp i Lunden och började spela fotboll i Örgryte IS som tioåring. Med Öis vann han 1975 Gothia cups äldsta pojkklass, och 1976 juniorallsvenskan. Vid 18 års ålder debuterade han 1978 för Örgrytes A-lag i division II. 1980 var han på väg att bli proffs i schweiziska Grasshoppers, men genom Gais norsk-amerikanske tränare Tom Lilledal fick han i stället kontakt med Oakland Stampers i den nordamerikanska proffsligan NASL, där han skrev på ett treårskontrakt. Laget såldes emellertid innan Ryberg hann debutera och flyttade till kanadensiska Edmonton där det bytte namn till Edmonton Drillers. Efter bara sju matcher (inga mål) för klubben råkade Ryberg ut för en svår knäskada och tvingades till flera operationer och lång rehabilitering. 1981 bröt han kontraktet med Edmonton och började åter spela med Örgryte, som vid det här laget var tillbaka i Allsvenskan. Hans knä fortsatte krångla, och han spelade endast sju allsvenska matcher (inga mål) med Öis åren 1982–1983. Hösten 1983 var han utlånad till Stenungsunds IF.
1984 skrev Ryberg på för Gais i division II, där han spelade 24 matcher (två mål) säsongen 1984. Han lockades därefter av tränare Lilledal till Falu BS, men efter bara ett halvår i klubben gick han vidare till allsvenska IK Brage. I Brage spelade han hösten 1985 sex allsvenska matcher (ett mål) och erbjöds efter säsongen ett långt kontrakt, men flyttade istället åter till Nordamerika, den här gången för att spela inomhusfotboll med Cleveland Force. Efter bara tre månader i USA gick Rybergs knä sönder igen, och han tvingades avsluta karriären, bara 27 år gammal.
På 1990-talet köpte han fotbollsklubben Cleveland Futbol Club.

## Familj
Rybergs farfar, Einar Ryberg, spelade allsvensk fotboll för IFK Uddevalla på 1920-talet.